# Alois Liška
Arm. gen. Alois Liška, CBE, DSO (20. listopadu 1895, Záborčí, Rakousko-Uhersko – 7. února 1977, Londýn, Spojené království) byl československý generál.
V roce 1915 během první světové války byl odveden do rakousko-uherské armády a nasazen na válečná bojiště. V roce 1916 přeběhl k ruské armádě, kde čekal v zajateckém táboře, aby se posléze připojil ke vznikajícím československým legiím, kde byl zařazen k dělostřelectvu. Na podzim roku 1920 se s posledním transportem ruských legionářů vrací již do samostatné Československé republiky. Jako důstojník z povolání sloužil u Dělostřeleckého pluku 51 ve Brandýse nad Labem, kde dosáhl hodnosti plukovníka a stal se velitelem tohoto útvaru. Při mobilizaci v září 1938 byl pro své vysoké kvality jmenován velitelem dělostřelectva 1. rychlé divize. Zde jej zastihla mnichovská dohoda a později i okupace německými vojsky. Z tohoto důvodu v roce 1940 z vlasti odešel. Při bojích ve Francii byl jmenován velitelem 1. dělostřeleckého pluku, po kapitulaci francouzské vlády však byl nucen stejně jako ostatní opustit kontinentální Evropu a přeplavit se do Spojeného království, kde velel dělostřelectvu v rámci 1. čs. smíšené brigády a od 21. března 1943 celé 1. československé samostatné obrněné brigádě. Dne 30. července 1943 byl povýšen do hodnosti brigádního generála.
Mezi jeho velké akce patřilo obléhání Dunkerque v letech 1944 a 1945. Liška a další velitelé si ovšem přáli, aby byla brigáda nasazena při osvobozování Československa, a Liška to osobně požadoval na setkání s britským velitelem, generálem Bernardem Montgomerym. Ten to ale nedovolil s tím, že nemá k dispozici útvar, který by brigádu nahradil, a poukázal též na logistické problémy takového přesunu. Povolil pouze vyslání symbolického oddílu o 140 mužích.
Po válce byl povýšen na divizního (1. 6. 1945) a poté armádního generála (1. 4. 1946) a zastával funkci velitele Vysoké školy válečné v Praze.
Po únoru 1948 byl perzekvován komunistickým režimem stejně jako většina mužů sloužících na západní frontě. Tentýž rok 1948 opouští rodinu i vlast potřetí a odjíždí do Londýna. V nepřítomnosti byl degradován na vojína v záloze. Rehabilitován byl až posmrtně po listopadu 1989 kdy mu byla vrácena hodnost armádního generála.
V roce 1990 mu město Brandýs nad Labem – Stará Boleslav udělilo Čestné občanství. V roce 2010 proběhly ve francouzském městě Dunkerque oslavy 65. výročí osvobození a při této příležitosti byla jedna z ulic města pojmenována po Aloisi Liškovi.

## Útěk Aloise Lišky z Československa před komunistickým režimem

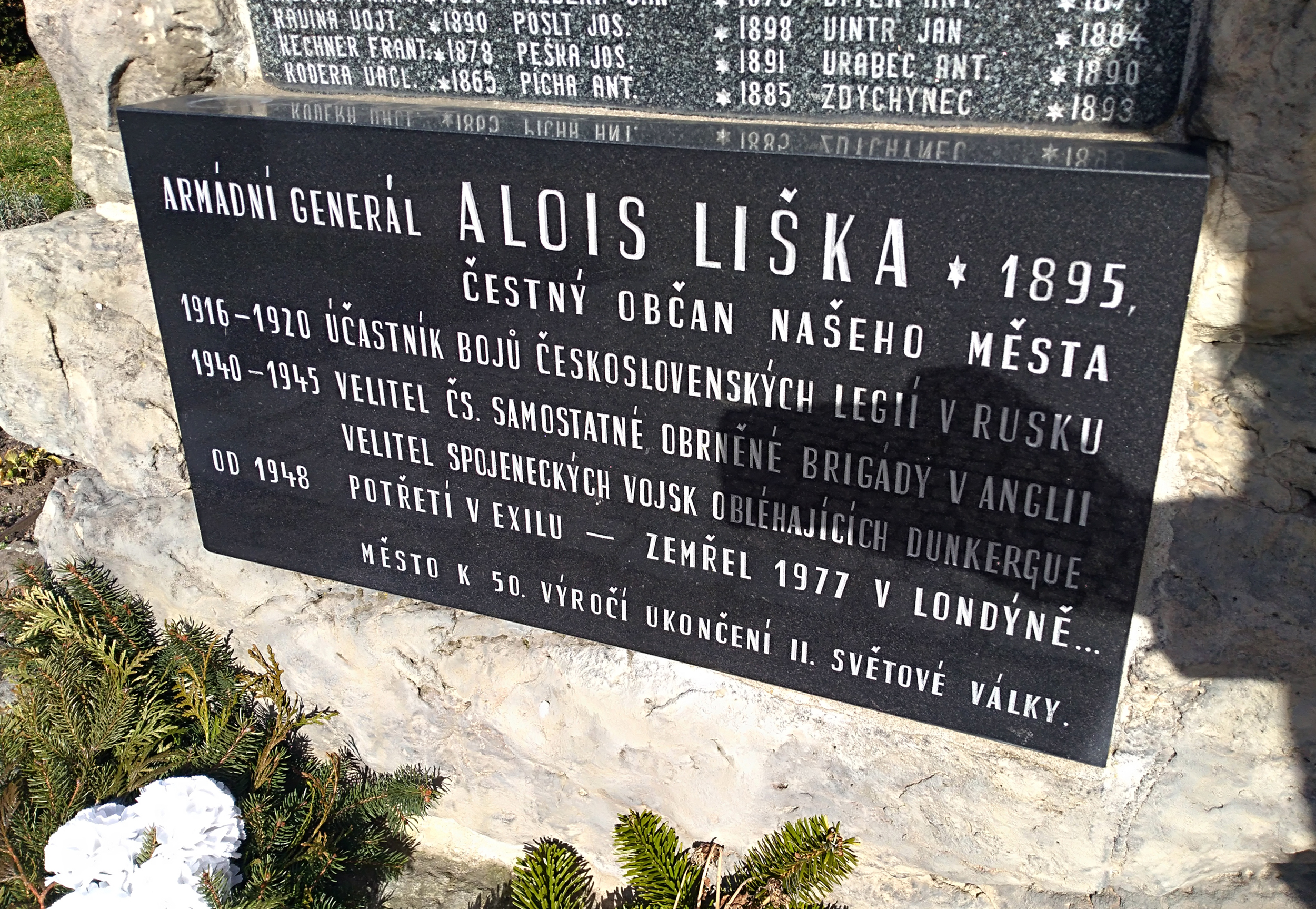
Pamětní deska ve Staré Boleslavi

K politickým čistkám v československé armádě došlo ihned po komunistickém převratu v únoru 1948. 29. února 1948 byl zaslán dopis podepsaný Alexejem Čepičkou, v němž jsou vysloveny požadavky na odchod některých generálů z činné služby. Mezi nimi byl i generál Alois Liška. Jak plyne z rozhovoru s vnukem Aloise Lišky panem Miroslavem Pelikánem, po zatčení generála Heliodora Píky v květnu 1948 měl být dalším na řadě právě Alois Liška. V tomto rozhovoru se zmiňuje, že Alois Liška se ztratil z dohledu StB při pobytu v lázních Houštka a byl odvezen na kbelské letiště, odkud v den zvolení Klementa Gottwalda presidentem odletěl do Velké Británie. Podle jiného zdroje skutečně generál Alois Liška utekl v letadle Dakota DC3 (C47) dne 14. června 1948 asi v 1 hodinu ráno. To potvrzuje i syn Ervína Syptáka, bývalého majitele pražské restaurace v pasáži Černá růže, který s rodinou cestoval v letadle spolu s Aloisem Liškou, plukovníkem Hugo Hrbáčkem, letcem RAF Karlem Šťastným a dalšími. Letadlo pak podle těchto vzpomínek Ivo Syptáka nemělo dostatek paliva, přistálo proto na prvním nejbližším letišti v Anglii, v Manstonu. Generál Alois Liška tak zachránil holý život, svoji milovanou vlast ale už nikdy nemohl spatřit. Tři roky před svou smrtí napsal příteli Ing. Vlčkovi: „Každý kámen, každý strom na Záborčí bych políbil, kdybych se tam mohl vrátit.“